# 듀드주의

Dudeist 로고

듀드주의(Dudeism)는 코언 형제의 1998년 영화 《위대한 레보스키》(영어: The Big Lebowski)의 주인공인 "The Dude"에게서 영감을 받은 종교, 철학 또는 생활 양식이다. 듀드주의가 표방하는 주된 목표는 도교 사상의 현대적인 형태를 퍼뜨리는 것이다. 듀드주의 사상의 개요는 노자(기원전 6세기)가 저술한 《도덕경》을 따르며, 고대 그리스 철학자 에피쿠로스(기원전 341 - 270년)에게서 빌려온 개념도 섞여 있다. 듀드주의는 이러한 사상을 《위대한 레보스키》의 등장인물 제프리 "더 듀드" 레보스키(제프 브리지스 분)의 스타일로 전달한다. 듀드주의는 코미디 영화를 그 출처로 삼은 것과 전통적인 의미에서의 종교를 이따금 비판한다는 점에서 패러디 종교로 간주되기도 하지만 창시자와 숱한 지지자들은 듀드주의의 핵심이 되는 근본 철학을 진지하게 받아들인다. 매년 3월 6일은 듀드주의의 축일인 듀드의 날(The Day of the Dude)이다.

## 발생
2005년 태국 치앙마이의 기자인 올리버 벤자민(Oliver Benjamin)이 설립한 듀드주의의 공식 명칭은 후기 듀드 교회(The church of the Latter-Day Dude)이다. 2017년 5월 기준, 전 세계적으로 약 45만 명이 안수받아 사제가 되었으며 미국 일부 주에서는 듀드주의 사제가 합법적으로 결혼식을 집전하고 있다.

## 철학
듀드주의는 형이상학적, 의학적 교리를 모두 벗겨 낸 현대화된 형태의 도교이다. 듀드주의는 인생의 어려움에 직면하여 "흐름을 타라(going with the flow).", "항상 침착해라(being cool headed).", "마음 편히 살아라(taking it easy)." 세 가지를 실천한 것을 권한다. 오직 이러한 방법을 통해서만 우리 내면의 본성과 다른 사람과의 상호 작용에서 발생하는 여러 도전들 사이에서 조화를 이루며 살 수 있다고 믿기 때문이다. 또한 개인의 영달이나 성취를 과하게 강조하는 사회로부터 비롯된 부적절한 감정들을 완화하는 것 역시 듀드주의의 목표인데, 결과적으로 듀드주의에 따르면 매일의 일상 속에서 얻을 수 있는 단순한 즐거움들, 가령 목욕이나 볼링, 친구들이랑 놀기 같은 것들이 부의 축적이나, 영적 성취나 행복 등을 위해 많은 돈을 쓰는 것보다 좋다.